# Red Garland Live!
Red Garland Live! è un album di Red Garland, pubblicato dalla New Jazz Records nel 1965. Il disco fu registrato dal vivo il 2 ottobre del 1959 al The Prelude di New York.

## Tracce
Lato A
1. Marie – 6:17 (Irving Berlin)
2. Bohemian Blues – 9:58 (Red Garland)
3. One O'Clock Jump – 2:42 (Eddie Durham, Oran "Hot Lips" Page, Buster Smith)

Lato B
1. A Foggy Day – 5:36 (George Gershwin, Ira Gershwin)
2. Mr. Wonderful – 9:06 (Jerry Bock, Lawrence Holofcener, George David Weiss)

## Musicisti
- Red Garland - pianoforte
- Jimmy Rowser - contrabbasso
- Charles Specs Wright - batteria